# コー・ロイヤルカップ
コー・ロイヤルカップ（タイ語: ถ้วยพระราชทาน ก. ; ถ้วย ก.、英語: Kor Royal Cup）は、タイのサッカーにおけるスーパーカップである。タイサッカー協会によって1916年にヤイカップの名称で創設されたが、1963年に現在の大会名に変更された。

## 概要
1916年から1962年までのタイのサッカーシステムはヤイカップ（タイ語: ถ้วยใหญ่、英語: Yai Cup）がディビジョン1、ノイカップ（タイ語: ถ้วยน้อย、英語: Noi Cup）がディビジョン2の2段階だった。1963年にヤイカップがコー・ロイヤルカップ（ロイヤル・カップA）に改名されると、ノイカップはディビジョン2のen:Khǒr Royal Cup（ロイヤルカップ・タイプB）、ディビジョン3のen:Khor Royal Cup（ロイヤルカップ・タイプC）、ディビジョン4のen:Ngor Royal Cup（ロイヤルカップ・タイプD）に分かれた。
1916年から1995年まではコー・ロイヤルカップがクラブサッカーの最高レベルの大会だった。1996年、タイ・プレミアリーグが創設されると、プレミアリーグが最高レベルの大会となり、コー・ロイヤルカップはプレミアリーグの優勝チームと準優勝チームが出場するカップ戦に変更された（コミュニティ・シールド=スーパーカップ相当）。1999年から2008年まではプレミアリーグとは別にプロヴィンシャル・リーグが存在し、プレミアリーグと同じく最高レベルの大会だったが、1997年のタイ・ディヴィジョン1リーグに続いて2006年にリージョナルリーグ・ディヴィジョン2が創設されると、その下に付く形でKhǒr Royal Cupなどと同じレベルの大会になり、最終的に2009年にプレミアリーグ（リージョナルリーグ・ディヴィジョン2）に完全に統合された。
2010年、コー・ロイヤルカップはプレミアリーグ優勝チームとFAカップ優勝チームが出場する現在の大会方式に変更された。プレミアリーグとFAカップの優勝チームが同じ場合は、プレミアリーグ2位のチームが出場する。
コー・ロイヤルカップは2016年で終了し、代わって2017年からはタイランド・チャンピオンズカップが創設された。

## 結果・統計

### 2010年度以降の結果
| 年度 | 優勝（回数）                                                                      | 結果           | 準優勝                                                                        |
| ---- | --------------------------------------------------------------------------------- | -------------- | ----------------------------------------------------------------------------- |
| 2010 | ムアントン・ユナイテッド (1) （2009年度プレミアリーグ優勝）                       | 2 – 0[注1]     | タイ・ポート （2009年度FAカップ優勝）                                         |
| 2011 | チョンブリー (3) （2010年度FAカップ優勝）                                         | 2 – 1          | ムアントン・ユナイテッド （2010年度プレミアリーグ優勝）                       |
| 2012 | チョンブリー (4) （2011年度プレミアリーグ2位）                                    | 2 – 2 (PK 4-3) | ブリーラム・ユナイテッド （2011年度プレミアリーグ優勝、2011年度FAカップ優勝） |
| 2013 | ブリーラム・ユナイテッド (1) （2012年度FAカップ優勝）                             | 2 – 0          | ムアントン・ユナイテッド （2012年度プレミアリーグ優勝）                       |
| 2014 | ブリーラム・ユナイテッド (2) （2013年度プレミアリーグ優勝、2013年度FAカップ優勝） | 1 – 0          | ムアントン・ユナイテッド （2013年度プレミアリーグ2位）                        |
| 2015 | ブリーラム・ユナイテッド (3) （2014年度プレミアリーグ優勝）                       | 1 – 0          | バンコク・グラスFC （2014年度FAカップ優勝）                                   |
| 2016 | ブリーラム・ユナイテッド (4) （2015年度プレミアリーグ優勝、2015年度FAカップ優勝） | 3 – 1          | ムアントン・ユナイテッドFC （2015年度プレミアリーグ2位）                      |

注
1. ^ 2010年大会: 2点目を巡ってタイ・ポートのサポーターによる暴動が起きたため、試合終了を待たずに没収され、ムアントン・ユナイテッドが優勝となった。

### クラブ別成績
| クラブ名                         | 優勝回数 | 優勝年度                                                               |
| -------------------------------- | -------- | ---------------------------------------------------------------------- |
| エアフォース・ユナイテッド       | 12       | 1952, 1953, 1957, 1958, 1959, 1960, 1961, 1962, 1963, 1967, 1987, 1996 |
| タイ・ポート                     | 8        | 1968, 1972, 1974, 1976, 1978, 1979, 1985, 1990                         |
| バンコク・バンク                 | 7        | 1964, 1966, 1967, 1981, 1984, 1986, 1994                               |
| タイ・ファーマーズ・バンク       | 5        | 1991, 1992, 1993, 1995, 2000                                           |
| ブリーラム・ユナイテッド         | 4        | 2013, 2014, 2015, 2016                                                 |
| クルン・タイ・バンク             | 4        | 1988, 1989, 2003, 2004                                                 |
| チョンブリー                     | 4        | 2008, 2009, 2011, 2012                                                 |
| ラパチャ                         | 4        | 1970, 1971, 1980, 1982                                                 |
| Raj-Vithi                        | 4        | 1969, 1973, 1975, 1977                                                 |
| Vajiravudh College               | 3        | 1917, 1918, 1919                                                       |
| オーソットサパー・サラブリー     | 2        | 2002, 2006/2007                                                        |
| チュラーロンコーン大学           | 2        | 1920, 1955                                                             |
| チュラチョームクラオ陸軍士官学校 | 2        | 1921, 1922                                                             |
| チュラ・ユナイテッド             | 2        | 1997, 1998                                                             |
| タイ王国海軍                     | 2        | 1923, 1924                                                             |
| Assumption College               | 2        | 1930, 1949                                                             |
| Kong Dern Rot                    | 2        | 1926, 1927                                                             |
| Suankularb Wittayalai School     | 2        | 1928, 1929                                                             |
| BECテロ・サーサナ                | 1        | 2001                                                                   |
| TTMチエンマイ                    | 1        | 2005/06                                                                |
| ムアントン・ユナイテッド         | 1        | 2010                                                                   |
| Bang Rak Academy                 | 1        | 1948                                                                   |
| Chai Sod                         | 1        | 1951                                                                   |
| Department of Performing Arts    | 1        | 1916                                                                   |
| Hainan Association               | 1        | 1956                                                                   |
| Hakka Association                | 1        | 1954                                                                   |
| アーミー・ユナイテッド           | 1        | 1983                                                                   |
| ポリス・ユナイテッド             | 1        | 1965                                                                   |
| Thailand Post                    | 1        | 1931                                                                   |

- 1967年度の第34回大会はバンコク・バンクFCとロイヤル・タイ・エアフォースFCの同時優勝。1925年、1932年から1947年、1950年は中止。